# レナード・ペナリオ
レナード・ペナリオ（Leonard Pennario, 1924年7月9日 ニューヨーク州バッファロー - 2008年6月27日 カリフォルニア州ラホヤ）はアメリカ合衆国のピアニスト。ロサンゼルスに育ち、現役時代の活動をその地で全うした。
12歳でグリーグの《ピアノ協奏曲》をダラス交響楽団と共演し、神童として名を馳せた。当初予定されていたピアニストが病気になったため、かねてよりペナリオ少年のピアノ演奏に注目していたユージン・グーセンスの推薦によって、本人がこの作品が分かると明言したこともあり、独奏者に抜擢されたのだった。実際にはそれまでペナリオはこの曲を聴いたことも弾いたこともなかったが、わずか1週間で覚えてしまったという。
イサベル・ヴェンゲーロワとオルガ・スティーブに師事し、また南カリフォルニア大学でエルンスト・トッホに作曲を師事。第二次世界大戦中により米国空軍に配属され、音楽活動を一時中断。航空部隊に従軍し、中国、ビルマ、インドを転戦。この間にピアニストとしての力量が知られ、慰問団に加わって奉仕演奏を行なってもいる。1946年に青銅星章を授与され、将校の地位で除隊するが、公式デビューはまだ従軍中の1943年11月17日であり、当日はアルトゥール・ロジンスキ指揮ニューヨーク・フィルハーモニー管弦楽団との共演によってリストの《ピアノ協奏曲 第1番》を演奏した。
ラフマニノフの死後間もなく、指揮者のディミトリ・ミトロプーロスに招かれて追悼演奏会でソリストを務めることとなり、ミネアポリス交響楽団とともにラフマニノフの《ピアノ協奏曲 第2番》を演奏する。ペナリオは、ラフマニノフ本人以外でラフマニノフのピアノ協奏曲全曲と《パガニーニ狂詩曲》の録音を完成させた最初のピアニストであった。ペナリオによるラフマニノフの《ピアノ協奏曲 第2番》の録音は、ジョーン・フォンテイン主役の映画『旅愁』に利用されている。
1960年代初頭に、ヤッシャ・ハイフェッツならびにグレゴール・ピアティゴルスキーとともにピアノ三重奏団として演奏を行う。また、ミクローシュ・ロージャにピアノ協奏曲を書いて貰い、ズービン・メータ指揮ロサンジェルス・フィルハーモニックとの共演でその初演を行なった。
60枚以上のLPを遺しているが、そのほとんどがショパン以降の作品である。同時代の音楽では、ラフマニノフ、バルトーク、ガーシュウィン、プロコフィエフ、ロージャを得意とした。また、ゴットシャルクの擁護者としても知られていた。1958年では、ヴァルター・ギーゼキングと並んで最もレコードが売れるピアニストであった。自作では、映画『影なき恐怖』（Julie, 1956年）の挿入音楽《真夜中の断崖》（Midnight on the Cliffs ）が知られている。
1990年代に演奏活動・録音活動から引退するが、バッファロー名誉音楽ホール（the Buffalo Music Hall of Fame）の開館（2007年10月）に影響を与えたと言われている。
2008年6月、パーキンソン病の合併症により逝去。83歳であった。
エーリヒ・ラインスドルフやウラジミール・ゴルシュマン、小澤征爾、アンドレ・プレヴィンらとの共演で協奏曲の録音を残してきた。また室内楽では、一転して協調性を発揮し、他の独演者より控えめに振舞う傾向から、ハイフェッツやピアティゴルスキーらに共演相手として好まれて、いくつかの録音を残している。そのうちの一つは1962年にグラミー賞を獲得した。
ペナリオは、ブリッジのライフマスターの称号を持っており、『ブリッジ公式百科事典（The Official Encyclopedia of Bridge）』にも競技者として名が載っている。かつては、ドン・アダムズやレス・ブラウン、ジョーン・ベニー（ジャック・ベニーの娘）とともに、名士四人組でゲームを組んだことがあった。